# Karin Johannisson
Karin Margaretha Johannisson, född 11 oktober 1944 i Lund, död 23 november 2016 i Uppsala, var en författare och professor i idéhistoria med inriktning på medicinhistoria. Hon skrev totalt femton böcker och mottog flera priser för sitt författarskap. Johannisson var även en återkommande skribent i Dagens Nyheters kulturdel.
Johannisson, som var dotter till Ture Johannisson, studerade idé- och lärdomshistoria för Sten Lindroth vid Uppsala universitet, där hon blev filosofie kandidat 1967, filosofie doktor 1974 och docent i idé- och lärdomshistoria 1980. Hon fick en forskartjänst i medicinhistoria vid Humanistisk-samhällsvetenskapliga forskningsrådet 1985 och blev 1996 professor i idé- och lärdomshistoria i Uppsala.
Karin Johannisson var den första kvinnan i Sverige att inneha en professur i idé- och lärdomshistoria. Hon var också en känd och mycket läst författare. Bland hennes verk märks bland annat Den mörka kontinenten: kvinnan, medicinen och fin-de-siècle.

## Biografi

### Tidiga år
Karin Johannisson föddes i Lund, där fadern Ture Johannisson var verksam som språkforskare. Modern var Lore Emma Klara Schmidt-Johannisson. Året därpå (1945) kallades han till en professur i nordiska språk vid Göteborgs högskola. Efter familjens flytt till Göteborg utspelades hela hennes skoltid huvudsakligen vid Högre allmänna läroverket för flickor i Göteborg, där hon 1964 avlade studentexamen.
Redan i en seminarieuppsats i idé- och lärdomshistoria i Göteborg visade sig Karin Johannissons framtida forskningsintresse, 1700-talets svenska lärdomshistoria. Uppsatsen heter ”Exegetiska och Philantropiska sällskapet”. Ämnet hade givits av Henrik Sandblad och uppsatsen ventilerades hösten 1966. Här visar sig det intresse för mystik och swedenborgianism som kom att följas upp i avhandlingen om den animala magnetismen i Sverige, Magnetisörernas tid: den animala magnetismen i Sverige, 1974.

### Karriär och skrivande
Åren 1967–1977 tjänstjorde hon sedan som lektor i Idé- och lärdomshistoria vid Uppsala universitet. 1981–1985 fungerade som docent vid universitetet.
Johannisson blev 1996 den första kvinnan i Sverige att inneha en professur i ämnet idé- och lärdomshistoria, ett tidigare kraftigt mansdominerat universitetsämne. Idé- och lärdomshistoria var och är en disciplin med vidsträckta gränser som tidigt kom att utmärkas av ett generalistperspektiv. Sten Lindroth, Karin Johannissons lärare i ämnet i Uppsala, kom i detta hänseende att starkt påverka hennes forskargärning. För att citera henne själv från installationen till professuren 1997: ”Kombinerad med förmåga till teoretiskt nytänkande, texttolkning, historisk inlevelse och språkligt medvetet berättande framstår idé- och lärdomshistorien som en klassisk humanistisk disciplin”.
Den rad böcker som Karin Johannisson utgav från 1990 och fram till sin bortgång kom att få stor betydelse för både idéhistoriker av facket, för forskare inom andra humanistiska discipliner och för vårdprofessionerna – sjuksköterskor och läkare – och deras syn på hälsa och psykisk sjukdom. Denna svit av medicinhistoriska essäer innebar också en betydande förnyelse av ämnet både för medicinhistoria och idéhistoria. Bland hennes mest kända verk märks Den mörka kontinenten: kvinnan, medicinen och fin-de-siècle (1994), en spännande och skakande skildring av kvinnan och medicinen, med material från bland annat läkarrapporter, medicinsk vetenskap, sexologiska studier, etikettböcker och dagböcker. Hennes sista stora, mycket uppmärksammade studie var Den sårade divan: om psykets estetik (och om Agnes von K, Sigrid H och Nelly S) (2015). Där gör hon närgångna läsningar av de författar- och konstnärskap som nämns i titeln utifrån föreställningar om den kvinnliga galenskapen och hur den kan tillskrivas men även användas av de kvinnliga subjekten i fråga.
I en festskrift 1988 publicerade Karin Johannisson vad som i efterhand kan ses som ett forskningsprogram för hela denna svit av böcker. Det handlade om vad hon kallade en etablering av kultursjukdomar, det vill säga sjukdomar förankrade i en bestämd etnisk kultur. Det kan även vara sjukdomar som definierats och konstruerats i en viss tid för att i en förändrad kulturs värderingar försvinna därför att deras definition inte längre har kulturell relevans – melankoli, hypokondri, nostalgi, neurasteni med mera. Det rör sig här om kulturellt konstruerade sjukdomsbilder, vilket inte innebar att sjukdomarna inte var reella när de erfors.

### Senare år, andra aktiviteter och resumé
Under åren 1985–1991 uppehöll Karin Johannisson en särskild forskartjänst vid Medicinska forskningsrådet. Hennes ambition var att, vid sidan av en omfattande undervisning och handledning vid den egna institutionen, skriva lidandets och sjukdomarnas historia, särskilt kultursjukdomarna. Med åren kom hon att samla ett omfattande material om såväl läkare som patienter från äldre och nyare tid. Hon verkar hela tiden ha varit på jakt efter nya områden att analysera, nya sjukdomsdiagnoser, nytt material.
Inspirationen till dessa brett upplagda böcker om läkare och patienter från 1990–1995 fick hon främst från den grupp historiker som var verksamma vid The Wellcome Institute for the History of Medicine i London, vilka hon stod i nära kontakt med. Där bör främst nämnas den oerhört produktive men nu bortgångne Roy Porter. Förebildlig feministisk inspiration kom bland annat från litteraturvetaren Elaine Showalter och hennes The female malady: women, madness, and English culture, 1830–1980 (1987).
Johannisson var också tidigt ute med att tillämpa Michel Foucaults teorier på idéhistorien. I sina böcker framhävde hon liksom Foucault perceptionens och avbildningens betydelse för läkarens diagnos och terapi. En likartad betydelse lade hon även vid talet och språket i läkarens kommunikation med de sjuka. Inflytandet från Foucault och hans biopolitik märks inte bara i de medicinhistoriskt inriktade böckerna; det finns också i den lättillgängliga skriften om kvantifieringen i samhällstänkandet, Det mätbara samhället: statistik och samhällsdröm i 1700-talets Europa (1988).
Som historiker drevs Karin Johannisson av en stor nyfikenhet och kunskapstörst, liksom av en stark empati med de sjuka – inte minst unga flickor drabbade av sin tids kvinnosjukdomar. Johannissons böcker var populärt hållna, och hon fäste stor vikt vid den språkliga utformningen. Samtidigt värjde hon sig mot vad som kunde ses som litterära ambitioner. Hon fick en stor publik och ställde gärna upp med inlägg på seminarier och i debatter där hon kunde använda sina historiska perspektiv för att belysa vår egen tids hälsoproblem.
Åren 1990–2000 var Johannisson redaktör för Lychnos: Årsbok för idé- och lärdomshistoria. Johannisson var också ledamot av Kungliga Vetenskapsakademien och Kungliga Vetenskapssamhället i Uppsala samt av Gastronomiska akademien sedan 2003. Johannisson ägnade sig också flitigt åt den så kallade tredje uppgiften, alltså att folkbilda i offentligheten, genom att återkommande vara med i radioprogrammet filosofiska rummet.

### Sista tid
Karin Johannisson avled i november 2016 och är begravd på Berthåga kyrkogård i Uppsala.

## Privatliv
Johannisson var i sitt första äktenskap gift från 1967 med Stefan Mählqvist och i det andra med Allan Gut (född 1944), professor i matematisk statistik. Hon är begravd på Berthåga kyrkogård i Uppsala.

## Priser och utmärkelser
- 1998 – Hertig Karls pris[2]
- 2000 – H.M. Konungens medalj[2]
- 2001 – Lotten von Kraemers pris[2]
- 2001 – Expressens Björn Nilsson-pris för god kulturjournalistik[2]
- 2002 – Disapriset[2]
- 2004 – Medicine hedersdoktor vid Uppsala universitet[10]
- 2004 – Karin Gierows pris[2]
- 2007 – Uppsala kommuns hedersmedalj[2]
- 2008 – Lars Salvius-priset[2]
- 2010 – Längmanska kulturfondens stora pris [11]
- 2011 – Sorescupriset [12]
- 2011 – Gerard Bonniers pris [13]
- 2016 – Övralidspriset [14]

Johannisson har även nominerats till Augustpriset fyra gånger i kategorin facklitteratur: 1994 för Den mörka kontinenten, 1997 för Kroppens tunna skal, 2009 för Melankoliska rum och 2015 för Den sårade divan.

### Allmänna källor
- Anders Ekström & Sven Widmalm, "Karin Johannisson". Lychnos. Lärdomshistoriska samfundets årsbok  2016, s. 191–193.
- Thomas Karlsohn, "Levd idéhistoria: Ett samtal med Karin Johannisson", Arche 2015, s. 42–75.